# Homaspis interrupta
Homaspis interrupta är en stekelart som först beskrevs av Léon Abel Provancher 1874.  Homaspis interrupta ingår i släktet Homaspis och familjen brokparasitsteklar. Inga underarter finns listade i Catalogue of Life.